# کویلوکوکا
کویلوکوکا (به اسپانیایی: Coyllococha) یک سد و  منطقهٔ مسکونی در پرو است که در منطقه خونین واقع شده‌است.